# Хартфорд (округ)
Ха́ртфорд — округ в штате Коннектикут в США. По состоянию на 2010 год, численность населения составляет 894 014 человек, что делает его вторым по численности населения округом в штате Коннектикут.
В штате Коннектикут нет окружных исполнительных или законодательных органов власти, и каждый город или населённый пункт отвечает за свои местные обязанности сам, такие как школы, уборка снега и канализации, за пожарную службу и полицию, но города Коннектикута могут договориться о совместном предоставлении услуг или даже создать региональную систему школьного образования.

## История
Округ Хартфорд был одним из четырёх первых округов в штате Коннектикут, которые были созданы 10 мая 1666 года, актом суда штата Коннектикут. Как было установлено в 1666 году, округ Хартфорд состоял из городов Виндзор, Весерсфилда, Хартфорда, Фармингтона и Мидделтауна, впоследствии границы округа изменялись.

## География
По данным переписи 2000 года, округ имеет общую площадь в 1944,0 квадратного километра, из которых 1904,8 квадратного километра (или 97,98 %) земли и 39,2 квадратного километра (или 2,02 %) водного пространства. Округ разделен на две неравные части рекой Коннектикут, вторая крупная река округа — Куиннипиак. Поверхность очень разнообразна: часть долины рек аллювиальны и с учётом затопления, в то время как другие части округа холмистые и даже горные. Округ граничит с округом Хэмпден, штат Массачусетс на севере, с округом Толланд на востоке, с округом Нью-Лондон на юго-востоке, с округом Мидлсекс на юге, с округом Нью-Хейвен на юго-западе, с округом Личфилд на западе.

### Города
- Эйвон
- Берлин
- Блумфилд
- Бристол
- Берлингтон
- Кантон
- Ист-Грэнби
- Ист-Хартфорд
- Ист-Уинсор
- Энфилд
- Хартфорд
- Гластонбери
- Гранби
- Уинсор
- Манчестер
- Нью-Бритен
- Уэтерсфилд
- Саффилд
- Симсбери
- Марлборо
- Саутингтон

## Демография
По данным переписи населения в 2000 году в округе зарегистрировано 857183 человек, 335098 домашних хозяйств, и 222 505 семей, проживающих в округе. Средняя плотность населения составляло 450 человек на квадратный километр. Существовали 353022 единиц жилья в средней плотности 185 человек на квадратный километр. Расовый состав округа составлял 76,90 % белых, 11,66 % афроамериканцев, 0,23 % коренных американцев, 2,42 % азиатского происхождения, 0,04 % жителей тихоокеанских островов, 6,43 % из других рас, и 2,31 % смешанных. 11,55 % населения испанского и латиноамериканского происхождения, 15,2 % были из итальянского происхождения, ирландского 11,2 %, 9,1 % польского, английского 6,5 %, 5,7 % французского и 5,3 % немецкого происхождения. По данным переписи населения 2000 года основным языком был у 78,4 % английский, у 10,3 % испанский, 2,6 % польский, 1,9 % французский и 1,6 % итальянский язык.
Существовали 335098 семей, из которых 31,30 % имели детей в возрасте до 18 лет, проживающих с ними, 49,20 % супружеских пар, живущих вместе, в 13,50 % семей женщины проживали без мужей, а в 33,60 % не имели семьи. 27,90 % всех домохозяйств состояли из отдельных лиц и 10,70 % из них из одиноких людей в возрасте 65 лет и старше.
В округе население было распространено по возрасту так: с 24,60 % в возрасте до 18 лет, 7,80 % от 18 до 24 лет, 29,80 % от 25 до 44 лет, 23,20 % от 45 до 64 лет и 14,70 %, люди в возрасте 65 лет и старше. Средний возраст составил 38 лет. На каждые 100 женщин приходилось 92,70 мужчин. На каждые 100 женщин возрастом 18 лет и старше приходилось 89,00 мужчин.
Средний доход на домашнее хозяйство в округе составил $50756, а средний доход на семью составляет $62144. Мужчины имеют средний доход от $43985 против $33042 у женщин. Доход на душу населения округа составляет $26047. У 7,10 % семей и 9,30 % населения ниже черты бедности, в том числе 12,90 % из них моложе 18 лет и 7,60 % в возрасте 65 лет и старше.

## Выборы
| Year | За республиканца | За демократа   |
| ---- | ---------------- | -------------- |
| 2016 | 36.4 % 148,173   | 59.1 % 240,403 |
| 2012 | 36.6 % 143,648   | 62.2 % 244,314 |
| 2008 | 33.7 % 138,984   | 65.1 % 268,721 |
| 2004 | 39.5 % 154,919   | 58.7 % 229,902 |
| 2000 | 34.7 % 127,468   | 60.2 % 221,167 |
| 1996 | 31.3 % 111,566   | 57.0 % 203,549 |
| 1992 | 32.0 % 132,591   | 47.1 % 195,495 |
| 1988 | 46.0 % 173,031   | 53.1 % 199,857 |
| 1984 | 55.0 % 208,210   | 44.6 % 168,609 |
| 1980 | 40.5 % 150,265   | 44.3 % 164,643 |
| 1976 | 47.5 % 175,064   | 51.9 % 191,257 |
| 1972 | 52.1 % 194,095   | 46.9 % 174,837 |
| 1968 | 38.8 % 131,740   | 56.2 % 190,865 |
| 1964 | 27.0 % 88,811    | 72.9 % 240,071 |
| 1960 | 41.1 % 136,459   | 58.9 % 195,403 |

## Города-побратимы
- Таоюань, Тайвань[10]